# Colæos
Colæos (en grec ancien Κωλαῖος, « fourreau ») est un marchand, voyageur et marin explorateur samien grec du VIIe siècle av. J.-C.

## Histoire
Originaire de l’île de Samos, Colæos, marchand qui se rendait en Égypte (vers 640 av. J.-C.) pour ses affaires, fut entraîné par une tempête jusqu’au-delà des colonnes d'Héraclès, la frontière symbolique entre le monde civilisé et un monde inconnu ou dangereux. Abordant Tartessos en Ibérie, il fit d'énormes bénéfices en y vendant sa marchandise. Il est considéré comme le premier marin grec à avoir ouvert une voie commerciale avec l’Europe de l'Ouest, avant les Phocéens. Ce commerce, florissant à partir des VIIe siècle av. J.-C. et VIe siècle av. J.-C., profitera à toute l’Ionie.

## Sources
1. ↑  en grec ancien Ταρτησσός
2. ↑  colonie tyrienne de l’Espagne actuelle
3. ↑  Hérodote, IV, 152